# HD 173664
HD 173664，又名BD+53 2126，SAO 31133、HR 7060，是一颗恒星，视星等为6.11，位于銀經83.22，銀緯22.74，其B1900.0坐标为赤經18h 41m 21.1s，赤緯+53° 22.74′ 11″。